# Marceli (metropolita kazański)
Marceli (zm. 11 sierpnia?/21 sierpnia 1698 w Kazaniu) – rosyjski biskup prawosławny. 

## Życiorys
Pochodził z południa Rosji. Jego nazwisko i miejsce urodzenia są nieznane. Przed wstąpieniem do monasteru pracował w Posolskim Prikazie w charakterze tłumacza. Władał językami greckim, łaciną, niemieckim, polskim i tatarskim. 
W 1679 był już archimandrytą w Monasterze Swienskim w Briańsku. 21 marca 1680 odbyła się jego chirotonia na biskupa suzdalskiego i jurjewskiego, po której natychmiast otrzymał godność arcybiskupią. Po roku przeniesiony na katedrę pskowską i podniesiony do godności metropolity. Po śmierci patriarchy Joachima w 1690 był jednym z najpoważniejszych kandydatów na jego następcę. Uzyskał poparcie cara Piotra I, gdyż zgadzał się z nim w kwestii konieczności zreformowania Rosyjskiego Kościoła Prawosławnego. Przegrał jednak w głosowaniu z popieranym przez carycę Natalię Naryszkinę i większość duchowieństwa konserwatywnym metropolitą kazańskim Adrianem. Piotr I nie był jeszcze na tyle silny, by przeciwstawić się tej decyzji. Siedem lat później, wspominając sobór, car pisał, że o przegranej Marcelego przesądził fakt, że nie odpowiadał on tradycyjnemu wyobrażeniu biskupa prawosławnego: znał języki obce, nosił krótką brodę, zaś jego woźnica siadał zwykle na koźle, nie na koniu. 
Po wyborze Adriana na patriarchę moskiewskiego i całej Rusi Marcel przejął po nim zarząd eparchii kazańskiej. Urząd ten sprawował do swojej śmierci w 1698. Został pochowany w soborze katedralnym w Kazaniu.